# Selo pri Moravčah
Selo pri Moravčah je naselje v Občini Moravče.